# Friedenskomitee der Bundesrepublik Deutschland
Das Friedenskomitee der Bundesrepublik Deutschland war eine der Organisationen, die sich wie die Ohne-Uns-Bewegung, die Kampf-dem-Atomtod-Ausschüsse und andere Bewegungen aufgrund der Erfahrungen des Zweiten Weltkrieges und der Spannungen des Kalten Krieges gegen die durch die Adenauer-Regierung vorangetriebene Wiederbewaffnung und die Gründung der Bundeswehr formierten.

## Prozess gegen das Friedenskomitee
Vom 10. November 1959 bis zum 8. April 1960 wurden der Pastor Johannes Oberhof, der frühere KPD-Funktionär und ehemalige Pfarrer Erwin Eckert, der Dolmetscher Walter Diehl, der Verlagsleiter Gerhard Wohlrath, der Arbeiter Gustav Tiefes, der Versicherungsangestellte Erich Kompalla und die ehemalige SPD-Stadträtin Edith Hoereth-Menge durch den Generalbundesanwalt wegen ihrer Betätigung im Friedenskomitee der Rädelsführerschaft in einer verfassungsfeindlichen Organisation angeklagt. Dies wurde insbesondere damit begründet, dass einige der Angeklagten der inzwischen verbotenen KPD angehört hatten. Ihre Aktivitäten seien demnach Tarnung für das vom Generalbundesanwalt angenommene eigentliche Ziel der „Errichtung eines kommunistischen Regimes in der Bundesrepublik“.
Die Rechtsanwälte Walther Ammann, Diether Posser, Friedrich Karl Kaul, der britische Kronanwalt Denis Nowell Pritt und Heinrich Hannover konnten sich mit ihrem Versuch, die von der Anklage kritisierten Aussagen über die „Remilitarisierung der Bundesrepublik“ durch offizielle Dokumente der Politik zu belegen, nicht durchsetzen. Die Beweisanträge wurden fast vollständig abgelehnt. Als Zeugen der Verteidigung traten u. a. Gustav Heinemann und Martin Niemöller auf.
Die Angeklagten erhielten Bewährungsstrafen, Walter Diehl wurde zu einem Jahr Gefängnis verurteilt.